# La Once
La Once è un documentario del 2014 diretto da Maite Alberdi.